# Aleksandra Drzewińska
Aleksandra Alicja Drzewińska, z domu Karpińska (ur. 22 listopada 1983 w Poznaniu) – polska koszykarka, grająca na pozycji niskiej skrzydłowej, medalistka mistrzostw Polski, reprezentantka Polski.

## Kariera sportowa
Jest wychowanką UKS 7 Poznań. W 1998 debiutowała w barwach AZS-u Poznań, w rozgrywkach II ligi, a w sezonie 2000/2001 w ekstraklasie. W sezonie 2003/2004 była zawodniczką zespołu TS Ostrovia Ostrów Wielkopolski, w sezonie 2004/2005 powróciła do AZS Poznań. W latach 2005–2008 była zawodniczką AZS PWSZ Gorzów Wielkopolski, z tym, że od listopada 2007 przebywała na urlopie macierzyńskim - 7 gier jesienią sezonu 2007/2008 dało jej brązowy medal mistrzostw Polski. W latach 2008–2011 występowała w Tęczy Leszno (w rundzie jesiennej sezonu 2010/2011 nie grała z powodu kontuzji), w sezonie 2011/2012 kolejny raz została zawodniczką AZS Poznań, w sezonie 2012/2013 powróciła do AZS PWSZ Gorzów Wielkopolski, w sezonie 2013/2014 nie grała, w sezonie 2014/2015 była zawodniczka I-ligowego Lidera Swarzędz.
Z reprezentacją Polski kadetek zajęła 6. miejsce na mistrzostwach Europy w 1999, z reprezentacją Polski juniorek - 10. miejsce na mistrzostwach świata w 2001. Z reprezentacją Polski seniorek wystąpiła na mistrzostwach Europy w 2005 (7. miejsce) i 2009 (11. miejsce).